# 1912
1912 (MCMXII) var ett skottår som började en måndag i den gregorianska kalendern och ett skottår som började en söndag i den julianska kalendern.

## Händelser

### Januari
- 1 januari – Kinas första president Sun Yat-sen tvingas avträda till förmån för överbefälhavaren Yuan Shikai.
- 3 januari – Svenska Scoutförbundet bildas [1]

New Mexico.

- 6 januari – New Mexico blir den 47:e delstaten att ingå i den amerikanska unionen.[2]
- 8 januari – African National Congress (ANC) bildas i Sydafrika.
- 14 januari – I opposition mot beslutet att inställa byggandet av svensk pansarbåt startar kyrkomannen Manfred Björkquist en insamling för en sådan [3].
- 15 januari – Sven Hedins inlägg i den svenska försvarsfrågan, Ett varningsord, utkommer och sprids i en miljon exemplar [3].
- 17 januari – Robert Scott kommer fram till sydpolen, en månad efter Roald Amundsen, och fryser ihjäl på tillbakavägen [4].
- 22 januari – August Strindberg uppvaktas på sin 63-årsdag av 10 000 personer i ett fackeltåg utanför sin bostad [3]. Han får ett alternativt Nobelpris efter en insamling.
- 26 januari – Ännu en insamling, Svenska pansarbåtsföreningen, bildas [3] för att samla in pengar till svensk pansarbåt [5].

### Februari
- 13 februari – Inför hot om inbördeskrig avsäger sig kinesiske regenten Chun sin son Pu Yis kejsartitel, och Kinas regering utropar republik. Sun Yat-sen drar sig tillbaka och den kejserlige regeringschefen blir Kinas förste president [1].

Arizona.

- 14 februari – Arizona blir den 48:e delstaten att ingå i den amerikanska unionen [6].
- 22 februari – Flygplanstillverkaren Fokker grundas.
- 23 februari – 5-årige Karl Gunnar Åberg blir en av Carnegiestiftelsens första hjältar då han har räddat sina syskon vid en brand [1].

### Mars
- 2 mars – Den insamlade svenska nationalgåvan på 45 000 SEK överlämnas till August Strindberg [3].
- 5 mars – 500 personer omkommer då spanska ångbåten "Principe de Asturias" går på en klippa [7].

### April
- 2 april – Den svenska regeringen lägger fram ett förslag om kvinnlig rösträtt som dock stoppas av FK [1].
- 6 april – Kinematografen Svea i Sundsvall, som hittills har huserat i tillfälliga lokaler, invigs på sin nuvarande plats i ett biografpalats ritat av Ragnar Östberg.

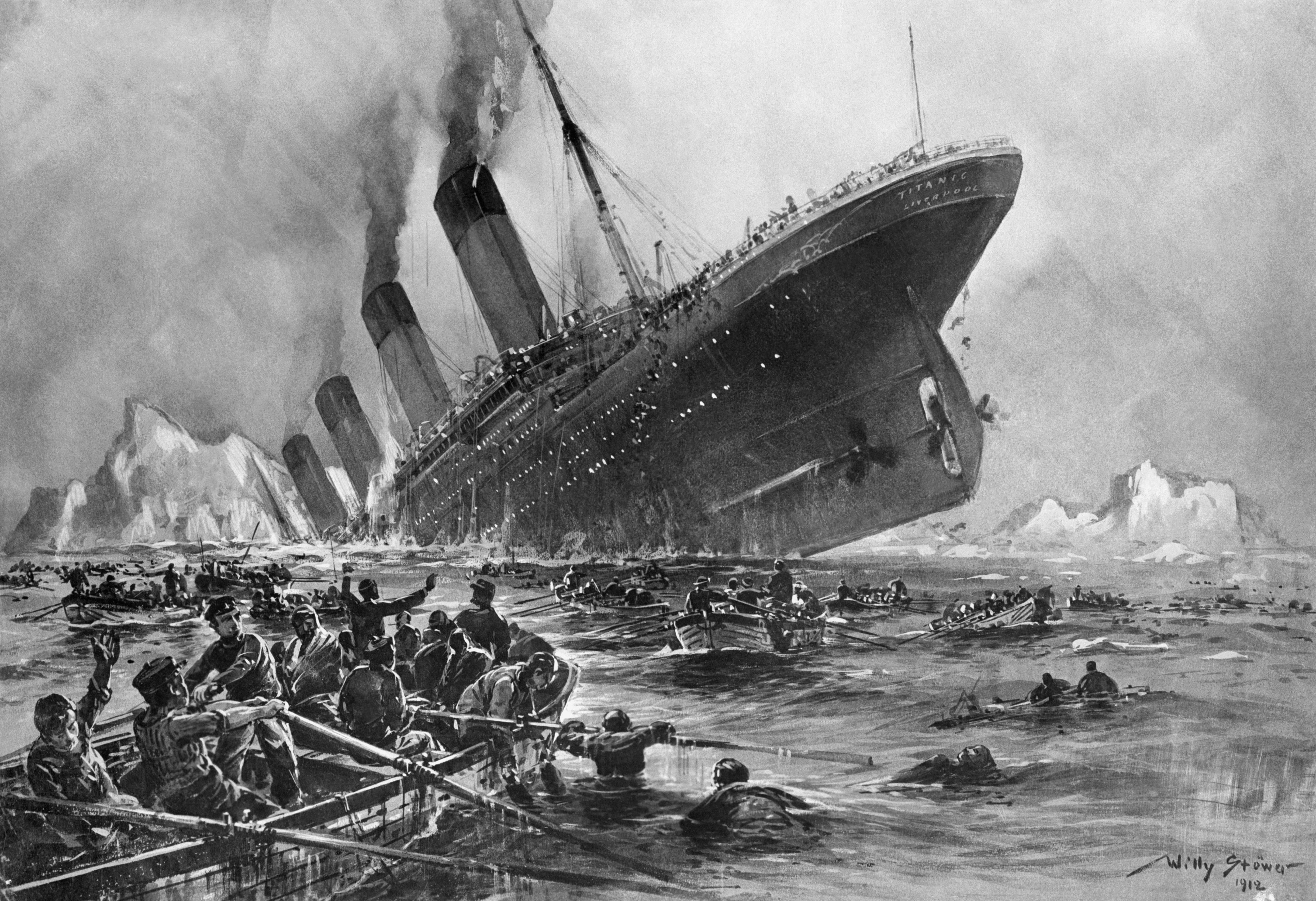
Fartyget Titanic krockar med ett isberg, och många ombordvarande omkommer då hon sjunker.

- 14–15 april – Det brittiska passagerarfartyget Titanic sjunker efter att ha kolliderat med ett isberg i Atlanten [6] cirka 600 kilometer utanför Newfoundland under färd mellan Southampton och New York. 2227 personer finns ombord, av dessa omkommer 1522. Omkring 130 svenskar finns med ombord, varav 90 omkommer.
- 28 april – En välgörenhetsmatiné arrangeras i Stockholm för de svenska offren i Titanickatastrofen [3].

### Maj
- 1 maj – Ryska socialisten och blivande Sovjetambassadören Aleksandra Kollontaj förstamaj-talar på Gärdet i Stockholm [8].
- 5 maj – Första numret av ryska kommunisternas tidning Pravda utkommer [1].
- 7 maj – Efter en nationalinsamling överlämnar Svenska pansarbåtsföreningen drygt 10 miljoner SEK till Sveriges kung och statsminister [3].
- 8 maj – Sveriges riksdag beslutar att inrätta Socialstyrelsen från 1 januari 1913 [3].
- 12 maj – Brynäs IF grundas.
- 14 maj – Vid Fredrik VIII:s död efterträds han som kung av Danmark av sin son Kristian X.
- 18 maj – Förslaget om kvinnlig svensk rösträtt faller på Första kammarens motstånd.
- 19 maj – August Strindberg begravs, och stora skaror kantar kortegevägen [3]. Nathan Söderblom är officiant vid begravningen [5], som sker vid "Nya kyrkogården" (Norra begravningsplatsen) i Stockholm [1].
- 22 maj – Den ryska dagstidningen Pravda utkommer med sitt första nummer.
- 24 maj – Socialdemokraten Carl Lindhagens motion om att införa republik i Sverige avslås i AK med rösterna 118-12. Enligt Hjalmar Branting är frågan om införandet av republik "för närvarande inte aktuell" [5].

### Juni
- 1 juni
  - Stockholms stadion invigs, ritad av Torben Grut, inför olympiska spelen. Bygget har kostat 1 188 000 SEK [5].
  - Den första postflygningen i Sverige sker mellan Eslöv och Marieholm.
- 5 juni–5 augusti – USA skickar soldater till Kuba för att skydda USA:s intressen i Orienteprovinsen och Havanna [9].
- 6 juni – Novarupta, en vulkan i Alaska, har ett utbrott som är cirka 10 gånger så kraftigt som Mount St Helens. I historisk tid har endast utbrottet på Santorini varit kraftigare.[källa behövs]
- 16 juni – På grund av försumlighet från en växelskötare krockar två tåg vid Malmslätt. 22 människor dör och 14 skadas, August Strindbergs dotter Greta von Philp finns bland de omkomna [10].
- 23 juni – 47 personer drunknar under broras vid Niagarafallen i USA [7]
- 26 juni – Gustav Mahlers symfoni nr 9 har urpremiär i Wien.

### Juli

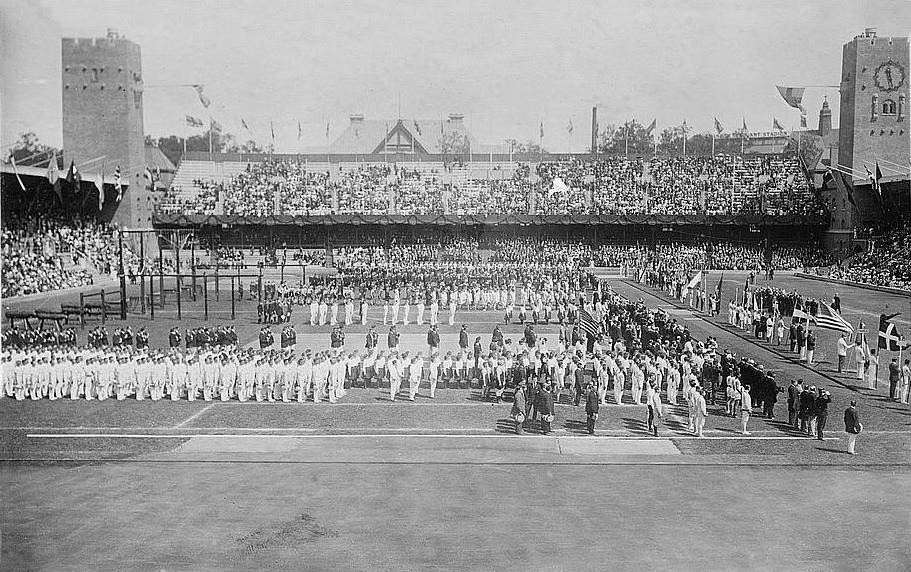
Olympiska spelen i Stockholm.

- 6–22 juli – De 5:e moderna olympiska spelen hålls i Stockholm, med nybyggda stadion som huvudarena. Representanter för 28 länder deltar, och Sverige vinner medaljligan [6] före USA. 2 387 idrottare deltar, och totalt kommer 327 000 åskådare [5].
- 30 juli – Den japanske kejsaren Mutsushito avlider och efterträds av Yoshihito den nuvarande kejsarens farfar.

### Augusti
- Augusti–november – USA skickar soldater till Nicaragua för att skydda USA:s intressen under ett revolutionsförsök. En mindre styrka stannar kvar för att skydda USA:s legation och försöka få till fred [9].
- 2 augusti – En svensk utredning visar att gårdfarihandeln har ökat så mycket att övrig handel lider avbräck [3].
- 8 augusti – 115 personer omkommer vid en gruvolycka i Tyskland [7]
- 14 augusti – Amerikanska trupper anländer till Nicaragua för att skydda amerikanska intressen från revolt.
- 16 augusti – Det första svenska flygfotografiet presenteras [3].
- 16 augusti – Högsta domstolen fastställer en dom där fingeravtryck ingår i bevisningen.
- 16 augusti – Svenska Televerket börjar erbjuda tjänsten lyxtelegram.[11]
- 24–26 augusti – USA skickar soldater till Kentuckyön, Kina för att skydda USA:s intressen i under revolutionär aktivitet [9].
- 26–30 augusti – USA skickar soldater till Camp Nicholson, Kina för att skydda USA:s intressen under revolutionär aktivitet [9].
- 25 augusti – Barnförlamning (polio) härjar i Sverige, och totalt har 1 459 fall inträffat under året, mot 476 under hela föregående år [5].
- 29 augusti – Philips glödlampsfabrik startar sin verksamhet i Eindhoven.

### September
- 17 september – Pingstförsamlingen i Skövde grundas som en av Sveriges första pingstförsamlingar.
- 27 september – 42-årige svenske ingenjören och uppfinnaren Gustaf Dalén, sedan 1909 AGA:s direktör, förlorar synen då ett experiment orsakar explosioner i behållare [6].

### Oktober
- Oktober – 200–300 personer omkommer då två tåg kolliderar i Aziza, Osmanska riket.[7]

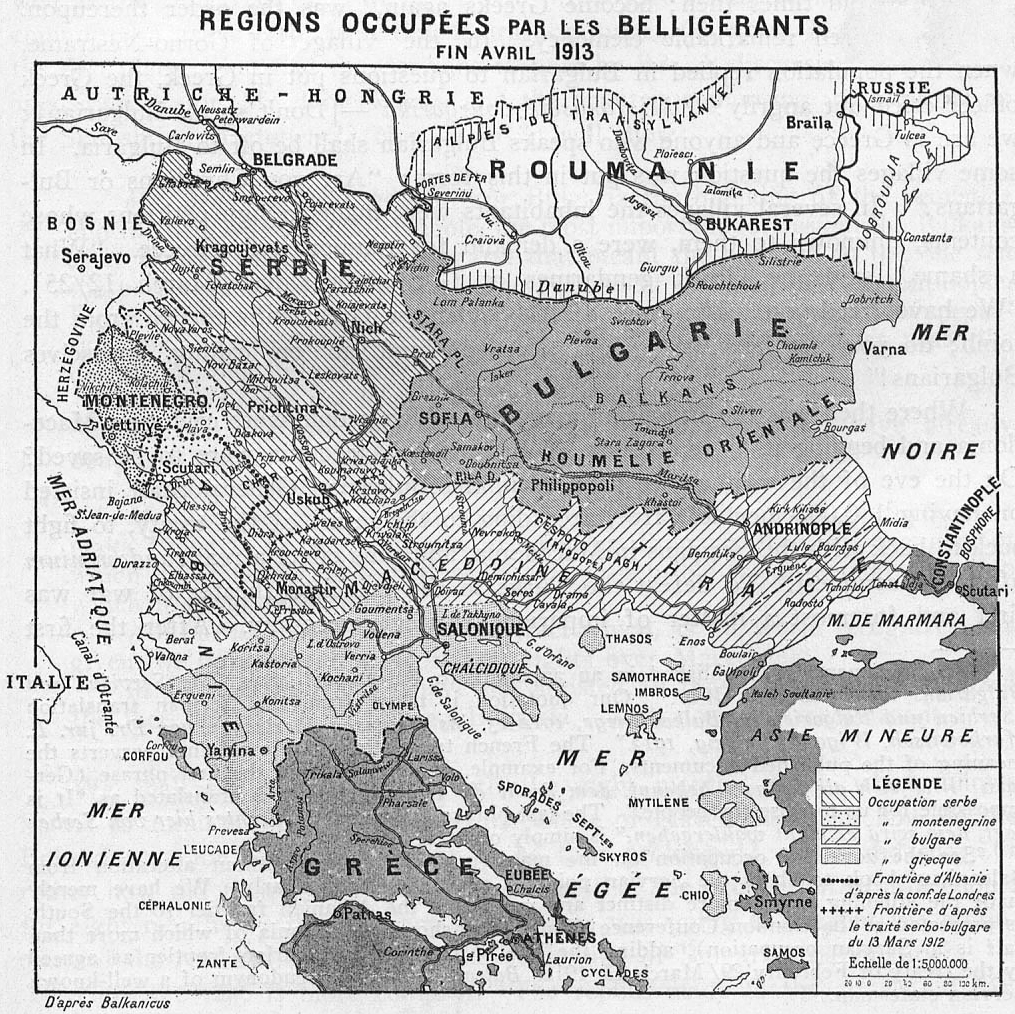
Första Balkankriget.

- 1 oktober – Montenegro förklarar Osmanska riket krig. De tre övriga allierade i Balkanförbundet (Bulgarien, Grekland och Serbien) ger Osmanska riket ultimatum att ge Montenegro självstyre.
- 6 oktober – DN anordnar en tävling om Sveriges populäraste namn. Erik vinner före Karl, Margit och Anna [5].
- 8 oktober – Då Osmanska riket vägrar tillmötesgå Balkanförbundets ultimatum utbryter Första Balkankriget mellan Osmanska riket på ena sidan och Bulgarien, Grekland, Montenegro och Serbien på den andra.
- 17 oktober – Bulgarien, Grekland, Montenegro och Serbien förklarar krig mot Osmanska riket [6].
- 18 oktober – Kriget mellan Italien och Osmanska riket tar slut [12].
- 30 oktober - Mitt under valkampanjen avlider USA:s vicepresident James S. Sherman, i Utica, New York. De 8 elektorsröster som i presidentvalet i november tillfaller honom som republikanernas vicepresidentkandidat, ges i stället åt universitetsrektorn Nicholas Murray Butler från New York.

### November

Presidentval i USA.

- 5 november – Demokraten Woodrow Wilson vinner presidentvalet i USA [1] före republikanen William Howard Taft och progressiva Theodore Roosevelt (tidigare republikan).
- 14 november – Erik Axel Karlfeldt utses till Svenska Akademiens ständige sekreterare [5].
- 16 november – Arbetarnas bildningsförbund (ABF) bildas i Sverige på initiativ av Rickard Sandler [6].
- 18 november – 3 december – USA skickar soldater till Osmanska riket USA:s legation i Konstantinopel under krig på Balkan [9].
- 27 november – Lastfartyget S/S Malmberget försvinner i en orkan i Norska havet med 43 besättningsmedlemmar.
- 28 november – Albanien förklarar sig självständigt från det Osmanska riket.

### December
- December

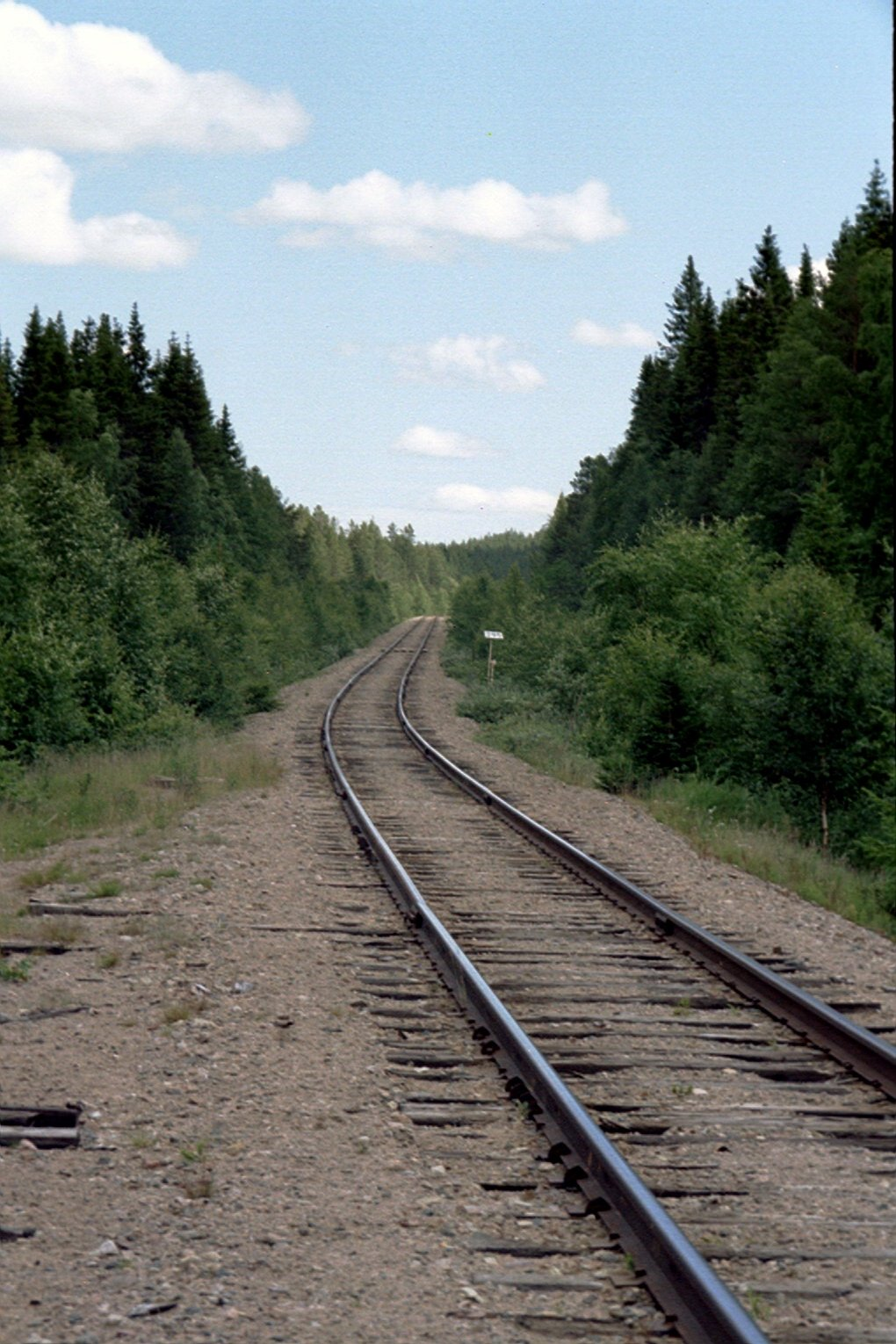
Inlandsbanan

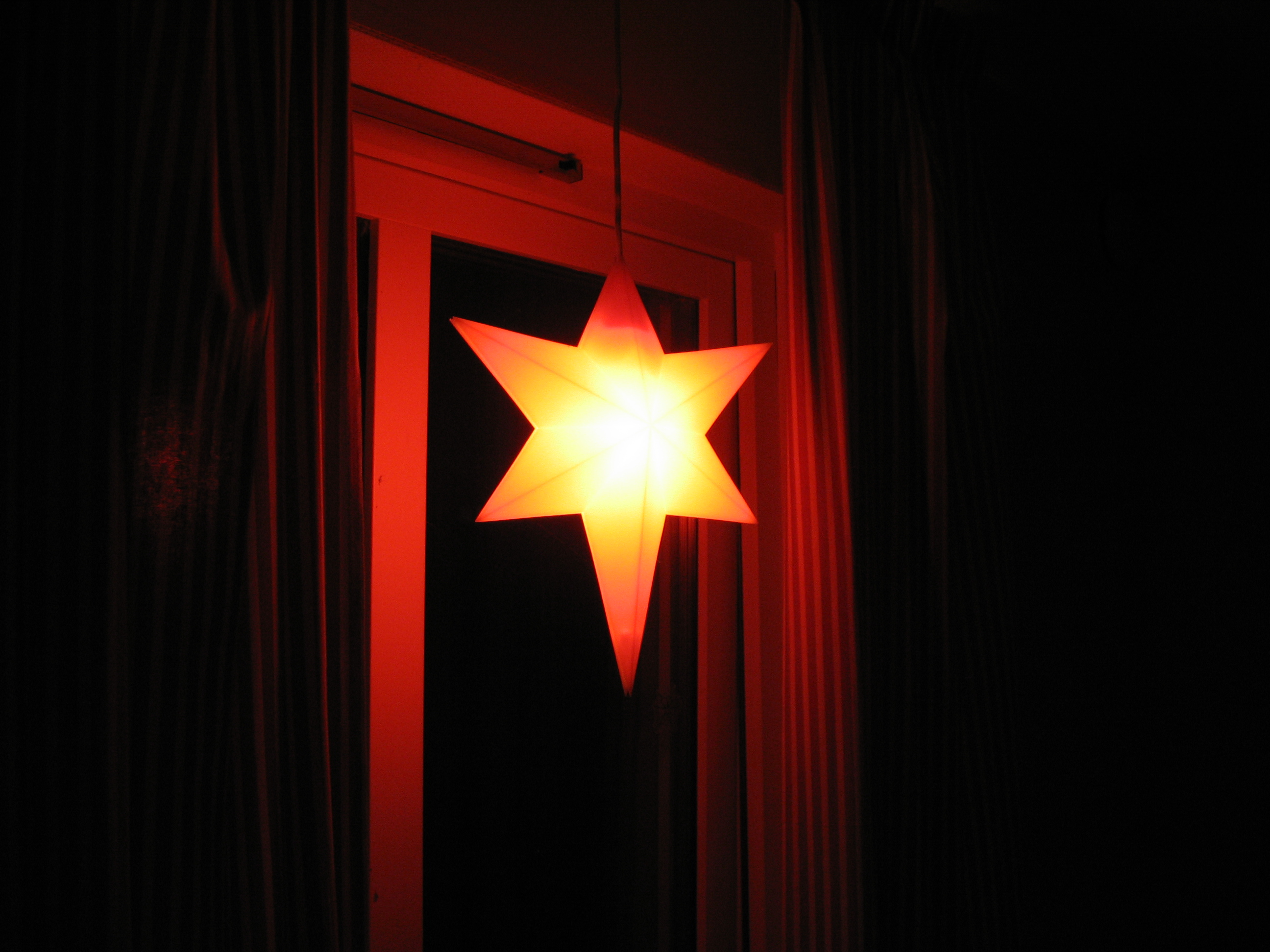
Adventsstjärna

  - Gregorianska kalendern införs i Albanien.[13]
  - Dammsugaren Luxur börjar säljas i Sverige [1].
- 1 december
  - Den första etappen av järnvägen Inlandsbanan, Östersund–Strömsund, öppnas för trafik i Sverige [6].
  - Traditionen att använda adventsstjärnor introduceras i Sverige av Sven Erik Aurelius fru Julia.
- 3 december – Alla deltagare i Balkankriget kommer överens om vapenstillestånd utom Grekland [6].
- 4 december – Hjalmar Söderbergs roman Den allvarsamma leken utkommer [3].
- 7 december – Vid utgrävningar i fornegyptiska staden El-Amarna hittar tyske arkeologen Ludwig Borchardt en byst som är målad i kalksten och föreställer drottning Nefertiti [6].
- 10 december – Gustaf Dalén får Nobelpriset i fysik för att han uppfann den automatiska fyren [3].
- 18 december – Piltdownmannen, som sedermera visar sig vara en förfalskning, upptäcks.
- 20 december
  - I Sverige utkommer den svenska författaren och sångtextförfattaren Anna Maria Roos med läseböckerna "Sörgården" och "I Önnemo", avsedda som läroböcker för den svenska småskolan [6].
  - Grosshandlare Carl Fredrik Liljevalchs dödsbo beslutar att anslå 500 000 SEK till byggandet av en konsthall [5].
- 24 december – 245 personer omkommer vid en gruvexplosion på Hokkaido i Japan [7]
- 31 december – Under året har 15 dödsolyckor i motortrafiken inträffat i Sverige [14].

### Okänt datum
- Amerikanska soldater landstiger i Honduras för att hindra att en järnväg i amerikansk ägo vid Puerto Cortez förstatligades, men drar sig tillbaka då USA motsätter sig ingripande [9].
- USA skickar soldater till Panama, med stöd av både demokrater och republikaner, för att övervaka val i Panama utanför Panamakanalzonen [9].
- International Council of Jewish Women bildas.
- 3 000 personer dödas vid en jordbävning i Osmanska riket [15].
- Internationella opiumkonventionen hålls i Haag, Nederländerna [16].
- Arvid Lindman blir ledare för den svenska högerns riksorganisation, det Allmänna Valmansförbundet.
- Den tyske geofysikern Alfred Wegener presenterar sin teori om kontinentalförskjutningen.
- Dammsugaren Lux börjar säljas i Sverige.
- Den konservativa oppositionen angriper den svenska regeringen över sockertullar och utnämningsförfarande.
- Den obetalda ledigheten för nyblivna svenska mödrar utökas till sex veckor.
- I nyvalet till Första kammaren i Sverige backar högern med 47 mandat; de frisinnade är valets största segrare.
- LO:s kongress antar industriförbundsprincipen, det vill säga att ett fackförbund inom sitt rekryteringsområde skall organisera alla arbetare på en arbetsplats eller i ett företag.
- Det första konservativa svenska riksdagspartiet, Lantmanna- och borgarepartiet, bildas genom sammanslagning av Lantmannapartiet och Nationella framstegspartiet.
- Den militära flygskolan Malmslätt grundas.
- Det första dieseldrivna fartyget börjar trafikera den Svenska Amerika Linien.
- En svensk sjukvårdsgrupp anländer till Belgrad för att ta hand om sårade under det första balkankriget.
- Kiruna kyrka står färdig och invigs.
- I Sverige börjar statsunderstöd utgå till främjandet av folkskolebarnens studieresor och till "skolungdomens allmänna fjällfärder".
- Paracelsus benrester flyttas.

## Födda

### Första kvartalet

#### Januari
- 6 januari – Johnny Bode, svensk textförfattare och sångare. (död 1983)
- 8 januari
  - José Ferrer, puertoricansk skådespelare. (död 1992)
  - Folke Hamrin, svensk skådespelare. (död 1982)
- 10 januari – Maria Mandl, tysk SS-Lagerführerin i Auschwitz-Birkenau 1942–1944. (död 1948)
- 14 januari – Tillie Olsen, amerikansk feministisk författare.
- 16 januari – Frank Sundström, svensk skådespelare.
- 18 januari – Daniel T. McCarty, amerikansk demokratisk politiker, guvernör i Florida 1953.
- 23 januari – Manne Grünberger, svensk skådespelare.
- 26 januari – Gösta Kjellertz, svensk sångare.
- 27 januari – Arne Næss, norsk filosof.
- 28 januari – Jackson Pollock, amerikansk målare.
- 31 januari – August Häfner, tysk SS-officer, dömd krigsförbrytare.
- 3 februari – Jacques Soustelle, fransk antropolog, etnolog och politiker.

#### Februari
- 1 februari – Rolf Gülich, svensk motorcykelförare.
- 4 februari – Byron Nelson, amerikansk golfspelare.
- 5 februari
  - Josef Blösche, tysk SS-Rottenführer och avrättad krigsförbrytare.
  - Nelly Diener, schweizisk flygvärdinna.
  - Gustaf Wallenius, svensk skådespelare.
- 6 februari – Eva Braun, Adolf Hitlers älskarinna och hustru.
- 12 februari – Thore Christiansen, svensk sångare (baryton).
- 13 februari – Boijan Liljeson, svensk skådespelare.
- 16 februari – Machito eg. Frank Grillo, kubansk sångare.
- 17 februari – Birgit Lennartsson, svensk skådespelare och sångerska.
- 18 februari
  - Bo Hederström, svensk skådespelare.
  - Bengt Lissegårdh, svensk konstnär.
- 19 februari – Stan Kenton, amerikansk orkesterledare.
- 28 februari
  - Bertil, svensk prins och arvfurste, hertig av Halland, son till dåvarande svenska kronprinsparet Gustaf (VI) Adolf och Margareta [3].
  - Clara Petacci, Benito Mussolinis älskarinna.

#### Mars
- 8 mars – Preston Smith, amerikansk demokratisk politiker. (död 2003)
- 12 mars – Sixten Sason, svensk industriformgivare. (död 1967)
- 14 mars
  - Rolf Edberg, svensk politiker, landshövding, tidningsman, ambassadör och författare av böcker om natur och miljö[3]. (död 1997)
  - Les Brown, amerikansk storbandsledare. (död 2001)
- 16 mars – Pat Nixon, amerikansk skådespelare, Richard Nixons hustru. (död 1993)
- 17 mars – W. Haydon Burns, amerikansk demokratisk politiker, guvernör i Florida 1965–1967. (död 1987)
- 18 mars – Henrik Dyfverman, svensk skådespelare och TV-producent. (död 1998)
- 22 mars
  - Karl Malden, amerikansk skådespelare. (död 2009)
  - Agnes Martin, amerikansk konstnär inom minimalismen. (död 2004)
  - Per-Erik Rundquist, svensk författare och manusförfattare. (död 1986)
- 23 mars – Wernher von Braun tysk-amerikansk raketkonstruktör. (död 1977)
- 27 mars – James Callaghan, brittisk premiärminister 1976–1979. (död 2005)
- 28 mars – Frank Lovejoy, amerikansk skådespelare. (död 1962)

### Andra kvartalet

#### April
- 1 april – Sven-Otto Lindqvist, svensk skådespelare.
- 2 april – Sigvard Törnqvist, svensk ryttare och kompositör.
- 5 april – John Le Mesurier, brittisk skådespelare.
- 7 april – Sven Bertil Norberg, svensk skådespelare.
- 8 april
  - Walentin Chorell, finlandssvensk författare, dramatiker och manusförfattare.
  - Sonja Henie, norsk-amerikansk skådespelare och konståkerska, olympisk guldmedaljör.
- 15 april – Kim Il Sung, nordkoreansk diktator.
- 19 april – Glenn Seaborg, amerikansk fysiker, nobelpristagare.
- 20 april – Erik "Kiruna-Lasse" Larsson, svensk längdåkare, OS-medaljör.
- 26 april – A.E. van Vogt, science fiction–författare.

#### Maj
- 1 maj – Otto Kretschmer, tysk ubåtsbefälhavare under andra världskriget. (död 1998)
- 2 maj – Marten Toonder, nederländsk serietecknare, skapade Tom Puss. (död 2005)
- 4 maj – Britta Brunius, svensk skådespelare. (död 2000)
- 7 maj – Rune Landsberg, svensk skådespelare. (död 1989)
- 8 maj – Dagny Carlsson, svensk bloggare. (död 2022)
- 9 maj – Pedro Armendáriz, mexikansk skådespelare. (död 1963)
- 12 maj – Archibald Cox, amerikansk jurist. (död 2004)
- 18 maj – Perry Como, amerikansk populärsångare och TV-idol. (död 2001)
- 21 maj
  - Sven Melin, svensk skådespelare och sångare. (död 1966)
  - Lille Bror Söderlundh, svensk kompositör och vissångare. (död 1957)
  - Kurt Bolender, tysk SS-officer. (död 1966)
  - Ingmar Ström, svensk biskop[3]. (död 2003)
- 23 maj
  - Marius Goring, brittisk skådespelare. (död 1998)
  - John Payne, amerikansk skådespelare. (död 1989)
- 25 maj – Stephen Ailes, amerikansk advokat och politiker. (död 2001)
- 26 maj – Jay Silverheels, amerikansk skådespelare. (död 1980)
- 27 maj – Sam Snead, amerikansk golfspelare. (död 2002)
- 29 maj – Herbert Wahlberg, svensk kompositör och orkesterledare. (död 1992)

#### Juni
- 4 juni – Robert Jacobsen, dansk konstnär.
- 11 juni – William Baziotes, amerikansk konstnär.
- 14 juni
  - Annibale Bugnini, italiensk katolsk ordenspräst, titulärärkebiskop.
  - Sid McMath, amerikansk demokratisk politiker, jurist och general, guvernör i Arkansas 1949–1953.
- 23 juni – Alan Turing, engelsk matematiker.
- 28 juni – Sergiu Celibidache, rumänsk dirigent.
- 29 juni – Bertil Sjödin, svensk skådespelare.
- 30 juni – Ludwig Bölkow, tysk flygkonstruktör, arbetade med det första jetjaktplanet Messerschmitt Me 262.

### Tredje kvartalet

#### Juli
- 1 juli – Volodja Semitjov, svensk journalist och manusförfattare.
- 2 juli – Edwin L. Mechem, amerikansk republikansk politiker.
- 6 juli
  - Heinrich Harrer, österrikisk bergsklättrare.
  - Ruth Moberg, svensk skådespelare och operasångerska(sopran).
- 11 juli – Aino Taube, svensk skådespelare.
- 14 juli
  - Woody Guthrie, amerikansk musiker.
  - Per-Martin Hamberg, svensk kompositör, manusförfattare, regissör och radioproducent.
- 23 juli – Michael Wilding, brittisk skådespelare.
- 31 juli – Milton Friedman, amerikansk nationalekonom.

#### Augusti
- 2 augusti – Ann Dvorak, amerikansk skådespelare.
- 4 augusti – Raoul Wallenberg, svensk diplomat[3].
- 8 augusti – Ilse-Nore Tromm, svensk skådespelare.
- 12 augusti – Feroze Gandhi, indisk politiker som var gift med Indira Gandhi.
- 13 augusti
  - Ben Hogan, amerikansk golfspelare.
  - Dorothy Layton, amerikans skådespelare.
- 15 augusti – Dame Wendy Hiller, brittisk skådespelare.
- 21 augusti – Natalia Dudinskaja, rysk ballerina och balettlärare.
- 23 augusti – Gene Kelly, amerikansk skådespelare, dansare och koreograf.
- 25 augusti
  - Erich Honecker, östtysk politiker, statschef 1976–1989.
  - Marta Lindberg, svensk socialdemokratisk politiker.

#### September
- 5 september
  - John Cage, amerikansk kompositör.
  - Frank Thomas, amerikansk animationsregissör, animatör och manusförfattare.
- 8 september – Alexander Mackendrick, amerikansk-brittisk filmregissör och lärare.
- 9 september
  - Wilhelm Oxenius, tysk major.
  - Marianne Zetterström, svensk journalist, författare och kåsör.
- 10 september – Basappa Danappa Jatti, tillförordnad president i Indien 1977.
- 12 september – Jacques Fath, fransk modeskapare.
- 21 september – Gösta Björling, svensk operasångare (tenor).
- 29 september
  - Michelangelo Antonioni, italiensk filmregissör.
  - Sture Ericson, svensk skådespelare och regissör.

### Fjärde kvartalet

#### Oktober
- 5 oktober – Karl Hass, tysk SS-officer.
- 6 oktober – Karin Albihn, svensk skådespelare.
- 16 oktober – Clifford Hansen, amerikansk republikansk politiker, senator 1967–1978.
- 17 oktober – Johannes Paulus I, född Albino Luciani, påve från 26 augusti till 28 september 1978.
- 21 oktober – Georg Solti, ungersk-brittisk dirigent.
- 22 oktober – Henrik Sandblad, svensk idéhistoriker och professor.
- 28 oktober – Philibert Tsiranana, president av Madagaskar 1959–1972.

#### November
- 1 november – Kenneth A. Roberts, amerikansk demokratisk politiker, kongressledamot 1951–1965.
- 9 november – Aimo Oskari Halila, finländsk historiker.
- 11 november – Walter Walker, brittisk general.
- 14 november – Åke Jensen, svensk skådespelare och sångare.
- 18 november – Clement J. Zablocki, amerikansk demokratisk politiker.
- 20 november – Otto von Habsburg, tysk politiker, europaparlamentariker 1979–1999, kronprins av Österrike-Ungern 1916–1918.
- 25 november
  - Henry Denker, amerikansk roman-, pjäs- och manusförfattare.
  - Francis Durbridge, brittisk deckarförfattare.
- 26 november
  - Hans Schreiber, dansk kompositör.
  - Gunnar Sønstevold, norsk kompositör, arrangör av filmmusik.
- 27 november – Birgit Rosengren, svensk skådespelare. (död 2011)

#### December
- 1 december – Minoru Yamasaki, amerikansk arkitekt. (död 1986)
- 10 december – Philip Hart, amerikansk demokratisk politiker, senator 1959–1976. (död 1976)
- 11 december – Carlo Ponti, italiensk filmproducent. (död 2007)
- 21 december – Brita Appelgren, svensk balettdansös och skådespelare. (död 1999)
- 22 december – Lady Bird Johnson, amerikansk presidenthustru 1963–1969 (gift med Lyndon B. Johnson). (död 2007)
- 26 december – Richard L. Neuberger, amerikansk demokratisk politiker och jurist, senator 1955–1960. (död 1960)
- 28 december
  - James Allen, amerikansk demokratisk politiker, senator 1969–1978. (död 1978)
  - Harry Berg, svensk ombudsman och socialdemokratisk politiker. (död 1967)
- 29 december – Thore Ehrling, svensk kompositör, arrangör av filmmusik, orkesterledare och musiker. (död 1994)

## Avlidna

### Första kvartalet

#### Januari
- 3 januari – Felix Dahn, 77, tysk jurist, historiker och författare.
- 4 januari – Francis T. Nicholls, 77, amerikansk militär och politiker.
- 14 januari – Otto Liebmann, 71, tysk filosof.
- 15 januari – Henry du Pré Labouchère, 80, brittisk politiker och publicist.
- 16 januari – Georg Heym, 24, tysk författare.
- 18 januari – Hermann Winkelmann, 64, tysk operasångare.
- 29 januari – Herman Bang, 54, dansk författare och journalist.

#### Februari
- 4 februari – Franz Reichelt, 33, österrikisk fallskärmsdesigner.
- 9 februari – Hyacinthe Loyson, 84, fransk predikant.
- 10 februari – Joseph Lister, 84, brittisk kirurg.
- 12 februari – Gerhard Armauer Hansen, 70, norsk läkare.
- 17 februari – Alois Lexa von Aehrenthal, 57, österrikisk politiker, Österrike-Ungerns utrikesminister 1906–1912.
- 21 februari – Osborne Reynolds, 69, irländsk ingenjör.
- 25 februari – Vilhelm IV, 59, regent av Luxemburg 1905–1912.

#### Mars
- 17 mars – Anna Filosofova, 74, grundaren av den ryska kvinnorörelsen.
- 22 mars – John Willock Noble, 80, amerikansk politiker och jurist.
- 29 mars – John Gerrard Keulemans, 69, nederländsk konstnär och illustratör.
- 30 mars – Karl May, 70, tysk författare av framför allt Vilda Västern-böcker.
- 31 mars – Robert Love Taylor, 61, amerikansk demokratisk politiker.

### Andra kvartalet

#### April
- 4 april – Mauritz Frohm, 71, svensk arkitekt.
- 6 april – Giovanni Pascoli, 56, italiensk poet.
- 13 april – Henri Brisson, 76, fransk politiker.
- 15 april
  - Omkomna under Titanics förlisning:
    - John Jacob Astor IV, 47, amerikansk miljonär och världens rikaste man.
    - Edward Smith, 62, brittisk sjöman, Titanics kapten.
    - William Murdoch, 39, brittisk sjöman, förste styrman på Titanic.
    - Henry Tingle Wilde, 39, brittisk sjöman, överstyrman på Titanic.
    - James Paul Moody, 24, brittisk sjöman, sjätte styrman på Titanic.
    - Thomas Andrews, 39, irländsk affärsman och fartygskonstruktör.
    - Benjamin Guggenheim, 46, amerikansk affärsman och miljonär.
    - Isidor Straus, 67, tysk-judisk amerikan.
    - Ida Straus, 63, Isidor Straus fru och delägare i varuhuskedjan Macy's.
    - Harry Elkins Widener, 27, amerikansk affärsman och boksamlare.
    - Archibald Butt, 46, militär medhjälpare till USA:s president.
    - Jacques Futrelle, 37, amerikansk författare och journalist.
    - Luigi Gatti, 37, italiensk krögare och affärsman.
    - Sidney Leslie Goodwin, känd som "det okända barnet".
    - Henry B. Harris, 45, amerikansk teaterägare och teaterproducent.
    - Wallace Hartley, 33, engelsk violinist och bandledare.
    - Charles Melville Hays, 55, amerikanskfödd järnvägsmagnat
    - Francis Davis Millet, 63, amerikansk konstnär, skulptör och journalist.
    - Jack Phillips, 25, engelsk telegrafist.
    - William Thomas Stead, 62, engelsk journalist och redaktör
    - Frank M. Warren, Sr., 63, amerikansk affärsman.
    - George Dunton Widener, 50, amerikansk affärsman.
- 20 april – Bram Stoker, 64, irländsk författare.
- 27 april – Karl Forsström, 62, finländsk sjökapten, godsägare och entreprenör.

#### Maj
- 14 maj
  - August Strindberg, 63, svensk författare, dramatiker och konstnär (död i Stockholm).[6]
  - Fredrik VIII, 68, kung av Danmark sedan 1906.
- 16 maj – Theodor Tallqvist, 72, finländsk ingenjör och järnvägsman.
- 18 maj – James D. Porter, 83, amerikansk demokratisk politiker och diplomat, guvernör i Tennessee 1875–1879.
- 19 maj – Bolesław Prus, 64, polsk författare.
- 25 maj – Austin Lane Crothers, 52, amerikansk demokratisk politiker och jurist, guvernör i Maryland 1908–1912.
- 30 maj – Wilbur Wright, 45, amerikansk flygpionjär.

#### Juni
- 1 juni – Daniel Burnham, 65, amerikansk arkitekt.
- 5 juni – George S. Nixon, 52, amerikansk republikansk politiker, senator 1905-1912.
- 12 juni – Frédéric Passy, 90, fransk ekonom, mottagare av Nobels fredspris.
- 25 juni – Lawrence Alma-Tadema, 76, brittisk målare.
- 26 juni – Anthony Higgins, 71, amerikansk republikansk politiker och jurist, senator 1889–1895.

### Tredje kvartalet

#### Juli
- 1 juli – Harriet Quimby, 37, amerikansk flygpionjär.
- 4 juli – Hinrich Wrage, 69, tysk målare.
- 15 juli – Francisco Lázaro, 24, portugisisk maratonlöpare.
- 29 juli – William D. Washburn, 81, amerikansk republikansk politiker och affärsman.
- 30 juli – Meiji, 59, japansk kejsare 1867-1912.

#### Augusti
- 2 augusti – August Fellman, 72, finländsk jordbrukare och industriman.
- 10 augusti – Paul Wallot, 71, tysk arkitekt.
- 16 augusti – Johann Martin Schleyer, 81, tysk präst och uppfinnare av volapük.
- 20 augusti – William Booth, 83, Frälsningsarméns grundare.

#### September
- 7 september – Martin Kähler, 77, tysk teolog.
- 18 september – Hernando Money, 73, amerikansk demokratisk politiker, senator 1897–1911.
- 24 september – Adolf Marschall von Bieberstein, 69, tysk politiker, Tysklands utrikesminister 1890–1897.
- 28 september – John J. Patterson, 82, amerikansk republikansk politiker, senator 1873–1879.
- 29 september – Franz Skutsch, 47, tysk klassisk filolog.

### Fjärde kvartalet

#### Oktober
- 5 oktober – Lewis Boss, 65, amerikansk astronom.
- 6 oktober
  - Auguste Beernaert, 83, belgisk politiker, nobelpristagare.
  - William A. Peffer, 81, amerikansk politiker, senator 1891–1897.
- 17 oktober – Weldon B. Heyburn, 60, amerikansk republikansk politiker, senator 1903–1912.
- 30 oktober – James S. Sherman, 57, amerikansk republikansk politiker, USA:s vicepresident 1909–1912.

#### November
- 6 november
  - Botho zu Eulenburg, 81, preussisk greve och statsman.
  - Mykola Lysenko, 70, ukrainsk tonsättare.
  - John L. Wilson, 62, amerikansk republikansk politiker och publicist.
- 12 november – José Canalejas, 58, spansk ministerpresident 1912 (mördad).
- 14 november – Hilda Käkikoski, 48, finländsk lärare och politiker.
- 15 november – Dmitrij Mamin-Sibirjak, 60, rysk författare.
- 17 november – Joseph M. Terrell, 51, amerikansk demokratisk politiker, guvernör i Georgia 1902–1907, senator 1910–1911.
- 25 november – Isidor Rayner, 62, amerikansk demokratisk politiker, senator 1905–1912.
- 27 november – John P. Jones, 83, engelsk-amerikansk affärsman och politiker, senator 1873–1903.
- 28 november – Helge Rancken, 55, finländsk arkitekt.

#### December
- 4 december – Archibald Gracie IV, 54, amerikansk skribent, amatörhistoriker och fastighetsinvesterare som överlevde Titanics förlisning.
- 7 december – George Darwin, 67, brittisk matematiker och astronom.
- 9 december – Carl Justi, 80, tysk konsthistoriker.
- 12 december – Luitpold, 91, prinsregent av Bayern 1886–1912.
- 13 december – August Eklöf, 75, finländsk industriman.
- 15 december
  - Lars Knutson Liestøl, 73, norsk politiker.
  - Whitelaw Reid, 75, amerikansk politiker, diplomat och publicist.
- 23 december – Édouard Detaille, 64, fransk målare.
- 27 december – Alvah A. Clark, 72, amerikansk demokratisk politiker, kongressledamot 1877–1881.

## Nobelpris[17]
- Fysik – Gustaf Dalén, Sverige
- Kemi
  - Victor Grignard, Frankrike
  - Paul Sabatier, Frankrike
- Medicin – Alexis Carrel, Frankrike
- Litteratur – Gerhart Hauptmann, Tyskland
- Fred – Elihu Root, USA

### Fotnoter
1. 1 2 3 4 5 6 7 8  100 år med Aftonbladet – 1912, 1999
2. ↑  ”Mexico World Statesmen (läst 3 april 2011)”. http://www.worldstatesmen.org/US_states_N.html#New.
3. 1 2 3 4 5 6 7 8 9 10 11 12 13 14 15 16 17  Hundra år i Sverige – 1912, Hans Dahlberg, Albert Bonniers, 1999
4. ↑  100 år med Aftonbladet – 1911, 1999
5. 1 2 3 4 5 6 7 8 9  Sverige 1900-talet – 1912, NE, Bra Böcker, 2000
6. 1 2 3 4 5 6 7 8 9 10 11  20:e århundrades När Var Hur – 1912, Bernt Himmelstedt, Forum, 1999
7. 1 2 3 4 5  Faktakalendern 1996, Semic, 1995
8. ↑  Hundra år i Sverige – Den vackra epoken: Åtta procent fick rösta, Hans Dahlberg, Albert Bonniers, 1999
9. 1 2 3 4 5 6 7  USA:s militära insatser i utlandet Arkiverad 22 maj 2019 hämtat från the Wayback Machine. (pdf)
10. ↑  100 år med Aftonbladet – Full fart mot undergången, 1999
11. ↑  Svenska Dagbladet 15 augusti 1912, s. 7
12. ↑  Faktakalendern 2000 – 1911 (Utlandet), Semic 1999
13. ↑  ”Adoption of the Gregorian calendar”. http://www.sizes.com/time/cal_Gregadoption.htm.
14. ↑  75 år Sverige, Carl-Adam Nycop, Bokförlaget Bra böcker, 1976, sidan 65 – Omnibussen gör sin entré
15. ↑  Faktakalendern 2006, Semic, 2005
16. ↑  ”Narkotika”. Arkiverad från originalet den 24 maj 2011. https://web.archive.org/web/20110524131828/http://members.fortunecity.com/simulatorsmusicsite/droger/narkotika.htm.
17. ↑  ”Nobelpriset”. https://www.nobelprize.org/prizes/lists/all-nobel-prizes/. Läst 10 april 2011.